# Курінь «Промінь»
«Промінь» — курінь УПА, що входив до складу ТВ-23 «Магура» ВО-4 «Говерля» УПА-Захід. Курінні: «Козак» (Кобилинець Іван, 5-6.1944), «Мурза» (Клим Михайло, 07.1944 — 8.08.1944), «Клименко» (Дуб Яків, 8.08.1944-9.09.1944), «Вуйко» (Теодор Муйла, 9.09.1944-11.1944), «Журавель» (Ярослав Юсип, 19.11.1944—5.1945), «Бей» Казимир Яворський (5-7.1945)).

## Формування
З початку 1944 року кожна округа ОУН зорганізовувала і вишколювала 3-4 сотні УПА, які утворювали курінь. Калуська округа ОУН на чолі з «Нечаєм» на підпорядкованій території Долинського, Калуського і Галицького повітів ОУН на травень-початок червня 1944 року мала 3 сотні («Журавлі», «Заграва» і «Гайдамаки»), які складали курінь «Промінь». Першим курінним став військовий референт Калуського окружного проводу ОУН «Козак» (Кобилинець Іван).
Формування куреня після Великодня (16 квітня) 1944 року описав у спогадах сотник «Хмель» (Фрасуляк Степан Федорович):
```
«Січень, лютий 1944
 
р.
 
— це час творення по селах самооборонних кущів. На чолі кожного куща стояв бувший повстанець з куреня «Гайдамаків». Кущі були зорганізовані в рої, чоти, сотні і курені. Курінним самооборонного куща був комбатант УГА бувший сотенний «Гайдамаків» «Панас». Він службово підлягав окружному оргмобові «Козакові». По Великодніх святах 1944
 
р. Провід ОУН видав наказ мобілізувати кущеву мужву в повстанчі відділи.»
```

## Бойові дії
В липні 1944 року командир «Козак» очолив організаційно-персональний відділ Військового Штабу ВО4 «Говерля», а на його місце військовим референтом і відповідно командиром куреня призначений «Мурза». Того ж місяця у складі куреня з'явилась сотня «Загроза», яку сформував «Хмель» (Шумей Юрій). 8 серпня «Мурза» поранений і окружний провідник «Нечай» призначив на його місце «Вуйка». Наприкінці серпня командиром сотні «Загроза» призначений «Заморський» (Панчук Роман).
У жовтні 1944 р. сотня «Гайдамаки» передана до ВО-3 «Лисоня». Наказом Групи «Магура» 19 листопада 1944 року внаслідок розподілу терену Калуської округи ОУН куреню «Промінь» на чолі з командиром «Журавлем» призначена північна частина (куреню ж «Заграва» на чолі з командиром «Ромком» — південна). У грудні 1944 р. у складі куреня діяли сотні «Журавлі», «Загроза» і новостворена сотня «Опришки» командира «Довбуша» (Депутат Володимир). У січні 1945 р. сотню «Журавлі» командира «Грізного» (Стурко Юліан) виведено з куреня і надано статус Відділу особливого призначення, який зокрема охороняв лінії зв'язку.
За лютий-травень 1945 року припинила існування сотня «Загроза», натомість включено сотню «Хорти» командира «Бея» (Казимир Яворський).
У травні-липні 1945 р. відділи 88 (сотня «Опришки») і 87 (сотня «Хорти») здійснили рейд теренами Дрогобиччини під командуванням «Ханенка» (Римик Богдан). Це була остання акція куреня як цілісної структури.